# Hradiště (övningsfält)
Hradiště är ett militärt övningsfält i Tjeckien. Det ligger i regionen Karlovy Vary, i den västra delen av landet, 100 km väster om huvudstaden Prag.